# Пловућац
Пловућац (енгл. Pumice, фр. Ponce, рус. Пемза) је лака, бела или сива, изванредно шупљикава и спужваста стена, киселе или средњокиселе реакције. Ова високо мехураста пирокластично екструзивна магматска стена садржи риолит, трахит и фонолит. 

## Карактеристике
Пловућац је обично светлих боја, углавном бео. Као екструзивна стена настао је при ерупцији вулкана. Просечна порозност је око 90%. Пирокластични материјал је избачен у ваздух као пена, која садржи мехуриће гаса. Лава се брзо стврдњава, а мехурићи остају заробљени унутар стене. Пловућац је због тога изузетно лаган, па плута на води, а користи се за производњу лаганих бетона. 

### Пловућац је лаган па често плута на води
Базалтна верзија пловућца позната је као скорија и много се разликује због минералогије. Када је присутна већа количина гаса тада настаје једна ситнозрнаста верзија пловућца позната као пемзит. Пловућац се сматра стаклом, јер нема кристалне структуре - аморфан је. Варира и у густини, зависно од односа мехурића и чврстога материјала. Многи примерци пловућца плутају на води. Након експлозије вулкана Кракатау на Пацифику су и до две године након ерупције пливали сплавови пловућца дугачки и до 25 m. На некима су расле палме и остала вегетација. За време подземних вулканских ерупција близу Тонге 1979, 1984. и 2006. створени су велики сплавови пловућца дугачки и 30 km, који су пловили хиљадама километара до Фиџија.
Постоје два главна облика мехурића. Неки садрже тубасте и готово паралелне мехуриће, па такав пловућац изгледа свиласто. Други облик мехурића је сферичног облика и такав пловућац настаје при већим притисцима током ерупције.

## Примена
Пловућац се много користи за прављење изузетно лаганог бетона. Користи се као адитив цементу и такав пловућац се назива поцолан и меша се са кречом да би се створио лагани бетон. Такав бетон се користи у доба старих Римљана.
Пловућац се користи и у козметици, да би се одстранио вишак коже са стопала. Фино самлевен пловућац додаје се и у неке зубне пасте и у неке креме за руке, због великог абразивног својства. Такозвани лава сапун садржи у себи абразивни пловућац, а користе га ауто-механичари и други, који јако запрљају руке .